# Omicron belti
Omicron belti är en stekelart som beskrevs av Cameron 1907. Omicron belti ingår i släktet Omicron och familjen Eumenidae. Inga underarter finns listade i Catalogue of Life.